# 13011 Loeillet
A 13011 Loeillet (ideiglenes jelöléssel 1987 QS5) a Naprendszer kisbolygóövében található aszteroida. Eric Walter Elst fedezte fel 1987. augusztus 26-án.